# Манфреда, Марьян
Мариан Манфреда (словен. Marjan Manfreda; род. 23 ноября 1983, Блед, Радовлица) — словенский хоккеист, правый нападающий клуба «Акрони Есенице». Воспитанник клуба «Блед».
Также играл в инлайн-хоккей — за сборную Словении (участвовал в шести чемпионатах мира — 2003, 2005, 2007, 2008, 2009, 2010), за клубы «Доленьске-Топлице» (2005), «Чрне Вране» (2006—2007), «Троха Паб Блед» (2008).
Его отец, Марьян Манфреда-Марьон (1950—2015) — известный словенский альпинист.

## Достижения
- Чемпион Словении: 2004/2005, 2005/2006, 2007/2008, 2008/2009, 2009/2010, 2010/2011, 2014/2015, 2016/2017
- Победитель второго дивизиона чемпионата мира до 18 лет: 2001
- Победитель второго дивизиона чемпионата мира до 20 лет: 2001